# Joseph Bosquillon de Frescheville
Pour les articles homonymes, voir Bosquillon.
Joseph-Anatole Bosquillon de Frescheville, né le 23 février 1823 à Saint-Esprit et mort le 18 février 1911 dans le 15e arrondissement de Paris, est un général et homme politique français.

## Biographie
Descendant d'une famille de la noblesse française originaire de Picardie et fils d'Edwin Bonaventure Bosquillon de Frescheville, un colonel d'infanterie, il est élevé au lycée Saint-Louis, est admis à l'École polytechnique en 1843 et en sort officier d'artillerie.
Capitaine en 1854, Joseph de Frescheville sert lors de la campagne de Crimée puis de la campagne d'Italie. Chef d'escadron en 1866, il fait la Guerre franco-allemande (1870) au sein du 11e régiment d'artillerie et il est fait prisonnier de guerre par la capitulation de Metz. Il fait partie des troupes libérées par les Allemands pour combattre la Commune de Paris (1871). Nommé lieutenant-colonel en 1872, il occupe provisoirement les fonctions de directeur de l'école d'artillerie de Douai de mai 1875 à mars 1876. Promu colonel en janvier 1876, il commande le 27e régiment d'artillerie à Douai de 1876 à 1881. 
Promu général de brigade le 27 décembre 1881, il est mis à la tête de la 4e brigade d'infanterie à Saint-Omer. 
Passé dans la 2e section en avril 1885, il se retire dans ses propriétés de Cassel, dont il supervise la mise en valeur agricole. Il devient président de la Société d'agriculture de Dunkerque. 
Porté, aux élections générales du 4 octobre 1885, sur la liste conservatrice du Nord, le général de Frescheville est élu député. Siégeant à droite, il préside la commission de la loi sur l'espionnage, est membre des commissions de l'unification de la solde dans l'armée, des cadres de la marine, etc., et prend la parole sur les questions militaires.
Il est réélu aux élections générales de 1889 dans la 1re circonscription d'Hazebrouck.

## Edwin Bonaventure Bosquillon de Frescheville
Son père, Edwin Bonaventure Bosquillon de Frescheville né le 4 février 1780 à Cambrai décédé le 21 août 1830 à Alger, colonel du 77e régiment d'infanterie de ligne et des 2e et 4e régiments d'infanterie légère commanda les 2e et 4e légers lors de la Conquête de l'Algérie en juin 1830.

## Distinctions
- Commandeur de la Légion d'honneur (27 décembre 1884)[3]
- Médaille de la valeur militaire (Sardaigne)
- Ordre du Médjidié (Empire ottoman)